# Де Челье, Паоло
Па́оло Де Че́лье (итал. Paolo De Ceglie; 17 сентября 1986, Аоста) — итальянский футболист, защитник.

## Клубная карьера
Де Челье — воспитанник школы «Ювентуса». Изначально его выпускали лишь в молодёжных турнирах, где тот играл весьма неплохо, сделав хет-трик в матче с «Интером», в финале Supercoppa Primavera.
Первый официальный матч за «Ювентус» Де Челье провёл 6 ноября 2006 года, заменив Николу Легротталье, в матче против «Наполи». Первый гол Де Челье забил уже во второй своей игре, проведя мяч в ворота «Кьево». Всего в Серии B Де Челье провёл за «Ювентус» восемь матчей.
В июне 2007 Де Челье был отдан «Сиене», совладельцу игрока, но его впечатляющая игра в сезоне 2007/08 заставила руководителей «Ювентуса» выкупить у «Сиены» права на игрока. Сумма сделки составила 3.5 миллиона евро. Во второй половине сезона 2009/10, после того, как «Ювентус» из-за травм потерял нескольких игроков, Альберто Дзаккерони часто ставил Де Челье в состав. Но большую часть сезона 2010/11 он пропустил из-за тяжёлой травмы. А с приходом нового главного тренера Антонио Конте Паоло стал меньше играть.
18 января 2014 года он перешёл в «Дженоа» на правах аренды.
1 сентября 2014 года он перешёл в «Парму» на правах аренды. 1 ноября он оформил дубль в ворота Интера и этот дубль стал первым в его карьере.
31 августа 2015 года присоединился к «Марселю» также на правах аренды.
Летом 2017 года истёк контракт с «Ювентусом».

## Карьера в сборной
Де Челье дебютировал в молодёжной сборной Италии 12 декабря 2006 года, в матче против молодёжки Люксембурга, заменив на 62-й минуте Луполи.
2008 год выдался для Де Челье особенно удачным. Он был одним из лучших игроков Тулонского турнира, а также неплохо сыграл на Пекинской Олимпиаде.

## Достижения
«Ювентус»
- Чемпион Серии Б: 2006/07
- Чемпион Италии (3): 2011/12, 2012/13, 2014/15
- Финалист Кубка Италии: 2011/12
- Обладатель Суперкубка Италии (2): 2012, 2013

Италия
- Победитель Тулонского Турнира: 2008